# Я (арабська літера)

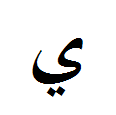
Ізольована форма літери

Я (араб. ياء‎‎‎‎‎; йа̄’) — двадцять восьма літера арабської абетки, позначає звук [j].
В ізольованій позиції я має вигляд ي; в кінцевій — ـي; в серединній і початковій — يـ.
Я належить до місячних літер.
Літері відповідає число 10.
В перській мові ця літера не має крапок в ізольованій (ى) та кінцевій формах (ـى), а в початковій та серединній — має (يـ). Початкова та кінцева форми мають назву «я-є моджам» (перс. ياى مُعجَم), а загалом літера називається «я-є фарсі» (перс. ياى فارسى). Вона позначає звук [j].

## В юнікоді
| Юнікод         | U+064A            |
| Ім'я в юнікоді | ARABIC LETTER YEH |
| HTML           | &#1610;           |
| ISO 8859-6     | 0xea              |